# Ширку
Асад ад-Дин Ширку (арап. أسد الدين شيركوه بن شاذي‎; умро 1169. године) био је један од најзначајнијих војсковођа Нур ад Дина и ујак Саладина. Прославио се борбама против крсташа у Египту шездесетих година 12. века. 

## Биографија
Ширку је био једнооки, изразито дивљи и надасве груби ратник којег су његови војници, вероватно управо због ових особина, обожавали. Био је без сумње прави ратник и једно време ће играти изузетно битну улогу у борби против крсташа. По националности је био Курд. Међутим, у историји је остао упамћен не по својим освајањима и победама већ због тога што је имао рођака којег ће Европа ускоро знати под именом Саладин. Ширку је Саладину био ујак, брат његове мајке Ејубе. 
Нур ад Дин шаље Ширкуа на Египат 1165. године. Нови везир Дирхам позива у помоћ јерусалимског краља Амалрика. Дирхам је убрзо збачен, а Ширку је на везирско место поставио Шавара. Шавар убрзо мења страну и склапа савез са крсташима против Ширкуа. Крсташи опседају Ширкуа у граду Билбаи, али до битке није дошло јер је Нур ад Дин напао крсташе на северу код Харима. Амалрик је морао да се врати у Јерусалим те је са Ширкуом склопио споразум. Обе војске су се повукле из Египта. У септембру 1167. године Ширку је био у Дамаску. 
Године 1168. Амалрик поново покреће поход на Египат. Убрзо стиже до Каира где отпочиње преговоре са Шаваром. Истовремено напада Тунис. Даља освајања спречио је долазак Ширкуа који 25. децембра прелази Нил. Амалрик повлачи своју војску из Египта, а Ширку у јануару 1169. године тријумфално улази у Каиро. Убрзо је Шавар убијен, а Ширку постаје везир Египта. Ширку умире само три месеца касније након неке велике пијанке. Цео Египат ускоро преузима Саладин који убија калифа ал Адида и припаја га Нур ад Диновој држави.